# Јана (певачица)
Драгана Тодоровић (рођ. Станојевић; Приштина, 15. март 1974), познатија као Јана, српска је певачица.

## Биографија
Рођена је 15. марта 1974. године у Приштини, у тадашњој Социјалистичкој Републици Србији, а одрасла у Бабином Мосту, код Обилића. Певањем је почела да се бави с четрнаест година, 1988. године када је једне ноћи са родитељима и братом, који је свирао хармонику, наступила у познатој кафани у Обилићу.
По завршетку Средње музичке школе „Стеван Мокрањац” у свом родном граду, 1992. године снимила је албум Имам моћ који је продат у малом броју примерака. Вратила се наступима по кафанама широм Косова и Метохије, а затим је направила кратку паузу у певању због разочарања продајом албумом, радећи као музички педагог.
Године 1997. упознала је певачицу Марину Живковић у Косовској Митровици, након чега је поново започела своју каријеру. Живковићева је тада Јану препоручила Ивану Тодоровићу, власнику дискотеке коме је требала група за свирке уживо. Недуго затим, Тодоровић је отпутовао у Приштину где се у хотелу Grand састао са Јаном.
У октобру 1997. напустила је своју домовину и преселила се у Немачку, четири месеца пре избијања рата на Косову и Метохији. Потписала је уговор са дискографском кућом ЗАМ. Како је већ постојала позната певачица Драгана Мирковић, Саша Поповић, директор куће, препоручио јој је да усвоји име „Јана” као уметничко. Њен други студијски албум Соколица остварио је велики успех, а убрзо потом кренула је на турнеју са познатом певачицом Лепом Бреном.

## Приватни живот
Године 1995. удала се за Ивана Тодоровића, а у новембру 2006. родила је ћерку, Кристину Џулијен Тодоровић.

## Дискографија

### Студијски албуми
- Имам моћ (1992)
- Соколица (1998)
- Пролазница (1999)
- Остави ми другове (2000)
- Превара до преваре (2001)
- Јана 5 (2002)
- Које ли су боје њене очи (2003)
- Не питај (2005)
- Кући, кући (2007)
- Јана (2011)

### Уживо албум
- Live (album, Jana) (2005)

### Компилацијски албум
- 40 највећих хитова (2014)
- The Best of Jana (2016)

### Спотови
| Спот                     | Година | Режисер                     |
| ------------------------ | ------ | --------------------------- |
| Не дај срећо душманима   | 2000   |                             |
| Робиња                   | 2000   | Дејан Милићевић             |
| Остави ми другове        | 2000   | CODE                        |
| Туге ми довољно          | 2001   | CODE                        |
| Које ли су боје њене очи | 2003   | CODE                        |
| Црна кутија              | 2005   | CODE                        |
| Принцеза                 | 2011   | Top Music video production  |
| Ти и ја                  | 2012   | Андреј Илић                 |
| Мучи ме                  | 2013   | Харис Дубица                |
| Луде године              | 2013   |                             |
| Анђеле мој               | 2013   | Г. Шљивић                   |
| Све бих дала             | 2015   | CODE                        |
| Сипај ми дупло           | 2016   | Харис Дубица                |
| Певачица                 | 2017   | Давид Љубеновић             |
| Вести                    | 2018   | Марко Симић, Иван ?, CODE   |
| Још сам твоја            | 2018   | Ведад Јашаревић             |
| Зови ме на пиће          | 2019   | Ведад Јашаревић             |
| Немогуће                 | 2019   | Душан Шљивић                |
| Трећа принцеза           | 2019   | Toxic Entertainment         |
| Императив                | 2019   | AZvideoproduction           |
| Принцеза из Монака       | 2022   | Ведад Јашаревић             |
| Тајкун                   | 2022   | Vibe Entertainment / Debbug |
| Ја са тобом желим све    | 2023   | Ведад Јашаревић             |
| Жена змај                | 2023   | Ведад Јашаревић             |
| Мани ме                  | 2023   | Ведад Јашаревић             |
| Срце од панцира          | 2023   | Ведад Јашаревић             |
| Ја се удајем             | 2023   | Ведад Јашаревић             |
| Брат и сестра            | 2024   |                             |
| Приоритет                | 2024   |                             |
| Балканци                 | 2024   |                             |
| Магија                   | 2024   | Tropical lifeisfun          |